# Гайнц Бертлінг
Карл-Гайнц Бертлінг (нім. Karl-Heinz Bertling; 20 жовтня 1898, Кіль — 11 грудня 1964, Кіль) — німецький офіцер, оберфюрер СС.

## Біографія
В 1914 році вступив в кадетське училище Берліна-Ліхтерфельде, яке закінчив в лютому 1917 року. З 29 березня 1917 року служив в 2-й (кулеметній) роті 1-го ганноверського піхотного полку №74. З 1 липня 1917 року бився на Західному фронті. В липні 1917 року важко поранений. З 27 січня 1919 року — ад'ютант фрайкору «Штефер» 1-ї гвардійської резервної дивізії. З 16 жовтня 1919 року служив в 2-й морській бригаді Ергардта, бився зі спартакістами у Вільгельмсгафені. З грудня 1919 року — 2-й ад'ютант в штабі 2-ї піхотної бригади. З 1920 року — ординарець в штабі 2-го батальйону 133-го піхотного полку, бився зі спартакістами в Курляндії. З 30 травня 1920 року — ад'ютант командира табору для інтернованих в Ейдткунені.
В листопаді 1920 року вступив в прусську охоронну поліцію, з березня 1921 року — ординарець сотні в Данцигу. В 1923/29 роках — член Сталевого шолому. 1 листопада 1930 року вступив у НСДАП (квиток №370 275) і СС (посвідчення №60 258), з 1 квітня 1931 по 1 березня 1934 року значився в 26-му абшніті СС. З 1 липня 1933 року — керівник сотні особливого призначення в Данцигу, 1 жовтня 1933 року переведений на аналогічну посаду в земельну поліцію, одночасно з 1 березня по 22 жовтня 1934 року — командир 26-го абшніту СС. З 1 березня 1935 року — інструктор з тактики в юнкерському училищі СС в Брауншвейзі. З 1 лютого 1938 року — командир 3-го штурмбану 3-го штандарту СС «Мертва голова» «Тюрингія», з 1 квітня 1938 року — 1-го батальйону штандарту СС «Дойчланд», одночасно 3-12 травня 1938 року навчався в піхотному училищі Деберіца. З 15 березня по 1 вересня 1939 року перебував в Імперському міністерстві закордонних справ.
З 26 серпня 1939 року — командир запасного батальйону лейбштандарту, з 8 листопада по 1 грудня 1939 року — 5-го штандарту СС «Мертва голова», з 9 листопада 1939 по 14 серпня 1940 року — 2-го піхотного полку СС дивізії СС «Мертва голова». З 31 серпня 1940 по 8 травня 1945 року — член штабу Головного управління СС. З серпня 1940 року — командир навчально-виховного центр для молоді при Імперському міністерстві закордонних справ. З 25 січня 1943 року — командир танково-гренадерського навчального запасного батальйону лейбштандарту, з 29 січня 1943 року — 10-го піхотного (потім — танково-гренадерського) полку СС 1-ї піхотної бригади СС, одночасно 1-20 лютого 1943 року пройшов курс командира танково-гренадерського полку. 15 червня 1943 року поранений біля Великих Лук, внаслідок чого верхня частина ноги і права рука були паралізовані. 15 вересня 1943 року відправлений в командний резерв. 22 листопада 1943 року поранений в наслідок авіанальоту: осколки влучили в потилицю, ліве вухо та ліву руку. З 15 серпня 1944 року — командир Індійського легіону СС. 4 грудня 1944 року знову відправлений в командний резерв. 16 лютого 1945 року відряджений до старшого артилерійського командира 11 і того ж дня призначений командиром болгарського гренадерського полку військ СС і комендандом Кольберга. 18 березня 1945 року взятий в полон радянськими військами під час невдалої спроби втекти на моторному човні.

## Звання
- Фенріх (29 березня 1917)
- Лейтенант (16 жовтня 1917)
- Обервахмістр охоронної поліції (листопад 1920)
- Лейтенант охоронної поліції (березень 1921)
- Оберлейтенант охоронної поліції (1 грудня 1923)
- Манн СС (1 квітня 1931)
- Шарфюрер СС (1 січня 1932)
- Обершарфюрер СС (16 квітня 1933)
- Гауптман земельної поліції (1 жовтня 1933)
- Унтерштурмфюрер СС (1 березня 1934)
- Штурмбанфюрер СС (1 березня 1935)
- Оберштурмбанфюрер СС (12 вересня 1937)
- Штандартенфюрер СС (9 листопада 1939)
- Штандартенфюрер військ СС (1 серпня 1940)
- Оберфюрер військ СС (9 листопада 1943)

## Нагороди
- Залізний хрест 2-го і 1-го класу
- Нагрудний знак «За поранення» в чорному
- Балтійський хрест
- Почесний хрест ветерана війни з мечами
- Спортивний знак СА в бронзі
- Почесний кут старих бійців
- Цивільний знак СС (№27 242)
- Перстень «Мертва голова»
- Почесна шпага рейхсфюрера СС
- Традиційний знак гау Данциг
- Медаль «У пам'ять 1 жовтня 1938 року» із застібкою «Празький град»
- Данцизький хрест 2-го і 1-го класу
- Медаль «За вислугу років у НСДАП» в бронзі та сріблі (15 років)
- Почесний знак «За вірну службу» 2-го ступеня (25 років)
- Застібка до Залізного хреста 2-го і 1-го класу
- Штурмовий піхотний знак в бронзі
- Медаль «За зимову кампанію на Сході 1941/42»
- Нагрудний знак «За поранення» в золоті
- Золотий партійний знак НСДАП